# 黒よりも昏い青
『黒よりも昏い青』（くろよりもくらいあお）は、LiLiMから発売されたアダルトゲームである。

## あらすじ
主人公・坂崎 俊弥は幼いころ、人喰いの怪物「塵（じん）」の封印を偶然受け継ぐ。ある日彼は「塵」と化し、妹の智美を食い殺してしまう。
それから9年間、彼は智美の存在を記憶の底に封印してきたが、大学3年生の夏休み、「塵」が活性化しやすい時期だとも知らぬまま、例年のように親せき宅を訪れる。

## 登場人物
坂崎 俊弥
本作の主人公。
智美（ともみ）
声：草柳 順子
俊弥の妹。
生前は総白髪故にいじめられており、兄に助けられてきた。「塵」と化した兄に食い殺された後、幽霊として兄のもとに現れる。
御森 澄河
声：草柳 順子
泰平神社の巫女で、霊媒体質を活かして智美を現世に呼び寄せることになる。
高嶺 深月
声：木葉楓
坂崎兄妹の親戚。
東馬 明日羽
声：あおい ひとみ
高嶺に居候することになった女性。

## スタッフ
- 原画：豆戦車[1]